# Eguíllor (Ollo)
Eguíllor (Egillor en euskera y oficialmente) es una localidad de la Comunidad Foral de Navarra perteneciente al concejo de Beasoáin-Eguíllor y al municipio de Ollo. Está situado en la Merindad de Pamplona, en la Cuenca de Pamplona. Su población en 2014 fue de 87 habitantes (INE).

## Toponimia
Procede del euskera egileor, traducido como "choza" o "cortijo cubierto". Antiguamente se ha registrado bajo las formas Equirior (1099), Eguilor (1153), Eguyrior (1366), Eguíllor (1534) y Eguilloz (1802), entre otros.
En castellano se escribe Eguíllor, con acento en la i, siendo una palabra llana. Esto contrasta con las normas ortográficas de este idioma, según las cuales las palabras llanas no llevan acento si acaban en consonante, excepto -n y -s. Pese a ello, las fuentes acreditadas como la Gran Enciclopedia de Navarra siempre han escrito Eguíllor con acento. En euskera, sin embargo, pese a tener la misma pronunciación, se escribe Egillor, ya que g siempre se pronuncia /g/ (en principio de palabra) o /ɣ̞/ (en el resto de supuestos), y nunca /x/. La única forma oficial en la actualidad es la vasca, es decir, Egillor.